# Anna Dubois
Anna Dubois (20 de abril de 1962) es una teórica organizativa sueca y profesora de Administración de Tecnología y Economía en la Universidad Tecnológica Chalmers en Gotenburgo, y Director de Chalmers Área de Transporte de Avance. Es conocida por su trabajo con Lars-Erik Gadde en investigaciones de casos, fronteras de la empresa, e interfaces de gestión de proveedores.

## Biografía
Obtuvo el MSc en ingeniería mecánica en Universidad Tecnológica Chalmers con una especialización en Organización Industrial en 1987. En Chalmer División de Marketing Industrial obtuvo la licentiatura de tecnología en 1990, y su PhD en 1994 con la tesis, "Organizar Actividades Industriales - Un marco analítico" con la guía de Håkan Håkansson.
Dubois desarrolla su carrera académica en Chalmers Universidad de Tecnología. Después de su graduación empezó en 1995 como profesora asistente en la División de Marketing Industrial, donde en 2000 fue promovida a profesora asociada y en 2004 profesora plena. De 2000 a 2006 presidió la División de Marketing Industrial. En 2006 se movió al Departamento de Administración de Tecnología y Economía, el cual presidió un año, y donde es profesora plena de Marketing Industrial desde 2007. De 2007 a 2010 fue vicepresidenta de Chalmers Universidad de Tecnología, y desde 2010 es también Directora de Chalmers Área de Transporte de Avance.
Ha sido profesora visitante y/o conferenciante en la Upsala Universidad, Suecia; en Noruega en la Universidad noruega de Ciencia y Tecnología, Escuela noruega de Economía y Administración Empresarial, BI Escuela noruega de Administración y Molde Universidad Universitaria; en Finlandia en la Aalto Universidad; en Gran Bretaña en Cambridge Universidad y en Dublín Universidad; y en Países Bajos en Eindhoven Universidad de Tecnología. Desde el milenio nuevo participa en los Grupos Marketing Industrial.

## Algunas publicaciones
- Dubois, Anna. Organizando Actividades Industriales - Un Marco Analítico. PhD Tesis Chalmers Universidad de Tecnología, 1994.

- Dubois, Anna. Organizando actividades industriales a través de fronteras firmes. Routledge, 2006.

### Artículos[5]
- Araujo, Luis, Anna Dubois, y Lars-Erik Gadde. "Interfaces gestoras con proveedores." Administración de marketing industrial 28.5 (1999): 497-506.

- Dubois, Anna, y Lars-Erik Gadde. "Estrategia de suministro y la red efectúa—adquirir comportamiento en la industria de construcción." Revista europea de Adquirir & Administración de Suministro 6.3 (2000): 207-215.

- Dubois, Anna, y Lars-Erik Gadde. "Sistemático combinando: un abductive aproximación a búsqueda de caso." Revista de búsqueda empresarial 55.7 (2002): 553-560.

- Dubois, Anna, y Lars-Erik Gadde. "La industria de construcción como loosely coupled sistema: implicaciones para productividad e innovación." Economía de Administración & de la construcción 20.7 (2002): 621-631.